# Venezuela International 2013
Die Venezuela International 2013 im Badminton fanden vom 22. bis zum 25. August 2013 in Maracay statt. Es war die zweite Auflage der Turnierserie in Venezuela.

## Sieger und Platzierte
| Disziplin    | Gold                              | Silber                                      | Bronze                                              |
| ------------ | --------------------------------- | ------------------------------------------- | --------------------------------------------------- |
| Herreneinzel | Osleni Guerrero                   | Humblers Heymard                            | Anibal Marroquín                                    |
| Herreneinzel | Osleni Guerrero                   | Humblers Heymard                            | Maxime Moreels                                      |
| Dameneinzel  | Solángel Guzmán                   | Ana Lucia de Leon                           | Nikte Sotomayor                                     |
| Dameneinzel  | Solángel Guzmán                   | Ana Lucia de Leon                           | Taymara Oropesa                                     |
| Herrendoppel | Humblers Heymard Anibal Marroquín | Leodannis Martínez Ernesto Reyes            | Nelson Javier Alberto Raposo                        |
| Herrendoppel | Humblers Heymard Anibal Marroquín | Leodannis Martínez Ernesto Reyes            | Ivan Elyouri Perozo Martínez Rodríguez Joel Augusto |
| Damendoppel  | Ana Lucia de Leon Nikte Sotomayor | Berónica Vivieca Daigenis Mercedes Saturria | Solángel Guzmán Leidy Tovar                         |
| Damendoppel  | Ana Lucia de Leon Nikte Sotomayor | Berónica Vivieca Daigenis Mercedes Saturria | Chou Ting Ting Camila Macaya                        |
| Mixed        | Humblers Heymard Nikte Sotomayor  | Nelson Javier Berónica Vivieca              | Miguel Marinez Licelott Sanchez                     |
| Mixed        | Humblers Heymard Nikte Sotomayor  | Nelson Javier Berónica Vivieca              | William Cabrera Daigenis Mercedes Saturria          |